# World Rally-Raid Championship
Le Championnat du Monde de Rallye-Raid (ou World Rally-Raid Championship abrégé en W2RC ) est un championnat de rallye-raid organisée par Amaury Sport Organisation sous l'égide de la FIA et de la FIM, .
À partir de 2022, la série a remplacé à la fois la Coupe du Monde FIA des Rallyes Tout Terrain et le Championnat du Monde FIM des Rallyes Tout Terrain en tant qu'échelon supérieur du rallye-raid. ASO servira de promoteur de séries pour une période de cinq ans.
La série de championnats du monde combinés a été conçue à la suite des efforts d'ASO, de la FIA et de la FIM pour harmoniser les réglementations. L'ASO, promoteur du Rallye Dakar, a été choisi comme seul promoteur de la série pour une période de cinq ans.
Ce championnat devient le septième championnat du Monde attribué par la FIA.
Le Rallye Dakar, événement phare du championnat, devient la première manche de ce nouveau championnat du monde. 

## Format
Le championnat se compose principalement de deux formes de rallye tout-terrain :
Rallye Tout-Terrain : Entre quatre et six étapes chronométrées ; distance totale de 1200 km.
Marathon Tout-Terrain : Plus de six étapes chronométrées ; distance totale de 2500 km.
Le format cross-country baja continue d'être disputé dans les compétitions internationales de la Coupe du Monde FIA de Cross-Country Bajas (en) et de la Coupe du Monde FIM Bajas (en), distinctes du championnat du monde.

## Catégories et récompenses
La série couvre diverses catégories de la FIA et de la FIM,.

### Catégories FIA
- T1/Ultimate : prototypes de voitures tout-terrain
- T2/Stock : Voitures Tout-Terrain de Série
- T3/Challenger : Véhicules tout-terrain prototypes légers
  - Championnat FIA Rallye-Raid pour pilotes et copilotes T3.
- T4/SSV : Véhicules côte à côte tout-terrain de production modifiés
  - Championnat FIA Rallye-Raid pour pilotes et copilotes T4.
- T5/Truck : Camions tout-terrain prototypes et de série
  - Championnat FIA Rallye-Raid pour pilotes et copilotes T5.

Les groupes T1, T2, T3 et T4 sont éligibles pour les titres généraux du Championnat du Monde FIA des Rallyes Raid pour pilotes, copilotes et constructeurs. Des championnats supplémentaires spécifiques au groupe sont décernés dans les groupes T3, T4 et T5.

### Catégories FIM
- RallyGP
  - Championnat du Monde FIM Rallye-Raid pour pilotes et constructeurs
- Rallye2
  - Coupe du Monde FIM Rallye-Raid pour Pilotes Rally2
  - Trophée FIM Rallye-Raid Juniors
  - Trophée FIM Rallye-Raid Féminin
  - Trophée FIM Rallye-Raid Vétérans
- Rallye3
  - Coupe du Monde FIM Rallye-Raid pour Pilotes Rally3
  - Trophée FIM Rallye-Raid Juniors
- Quad
  - Coupe du Monde FIM des Rallyes Raids pour Quadistes

## Champions

### Champions du monde de rallye-raid FIA
| Saison |                   |                   |                     |
| Saison | Pilote            | Copilote          | Constructeur        |
| ------ | ----------------- | ----------------- | ------------------- |
| 2022   | Nasser Al-Attiyah | Mathieu Baumel    | Toyota Gazoo Racing |
| 2023   | Nasser Al-Attiyah | Mathieu Baumel    | Toyota Gazoo Racing |
| 2024   | Nasser Al-Attiyah | Édouard Boulanger | Toyota Gazoo Racing |
| Source |                   |                   |                     |

### Champions du monde de rallye-raid FIM
| Saison |                   |                             |
| Saison | Pilote            | Constructeur                |
| ------ | ----------------- | --------------------------- |
| 2022   | Sam Sunderland    | Monster Energy Honda        |
| 2023   | Luciano Benavídes | Monster Energy Honda        |
| 2024   | Ross Branch       | Hero Motorsports Team Rally |
| Source |                   |                             |

### Champions de rallye-raid FIA
| Saison |                      |                        |                |                  |                 |                   |
| Saison | Pilote T3/Challenger | Copilote T3/Challenger | Pilote T4/SSV  | Copilote T4/SSV  | Pilote T5/Truck | Copilote T5/Truck |
| ------ | -------------------- | ---------------------- | -------------- | ---------------- | --------------- | ----------------- |
| 2022   | Francisco López      | François Cazalet       | Rokas Baciuška | Łukasz Łaskawiec | Kees Koolen     | Wouter De Graaff  |
| 2023   | Seth Quintero        | Dennis Zenz            | Rokas Baciuška | Oriol Vidal      | Martin Macik    | František Tomášek |
| 2024   | Rokas Baciuška       | Valentina Pertegarini  | Yasir Seaidan  | Fernando Acosta  |                 |                   |

### Coupe du monde de rallye-raid FIM
| Saison |                  |                |                   |
| Saison | Pilote Rally2    | Pilote Rally3  | Pilote Quad       |
| ------ | ---------------- | -------------- | ----------------- |
| 2022   | Mason Klein      | Amine Echiguer | Alexandre Giroud  |
| 2023   | Romain Dumontier | Ardit Kurtaj   | Laisvydas Kancius |
| 2024   | Bradley Cox      | John Medina    | Manuel Andújar    |

### Trophées de rallye-raid FIM
| Saison |            |                 |                  |
| Saison | Femmes     | Junior (R2)     | Sénior           |
| ------ | ---------- | --------------- | ---------------- |
| 2022   | Mirjam Pol | Mason Klein     | Mario Patrao     |
| 2023   | Mirjam Pol | Jean-Loup Lepan | Dominique Cizeau |
| 2024   | Mirjam Pol |                 |                  |